# Jacques Vernier (Politiker)

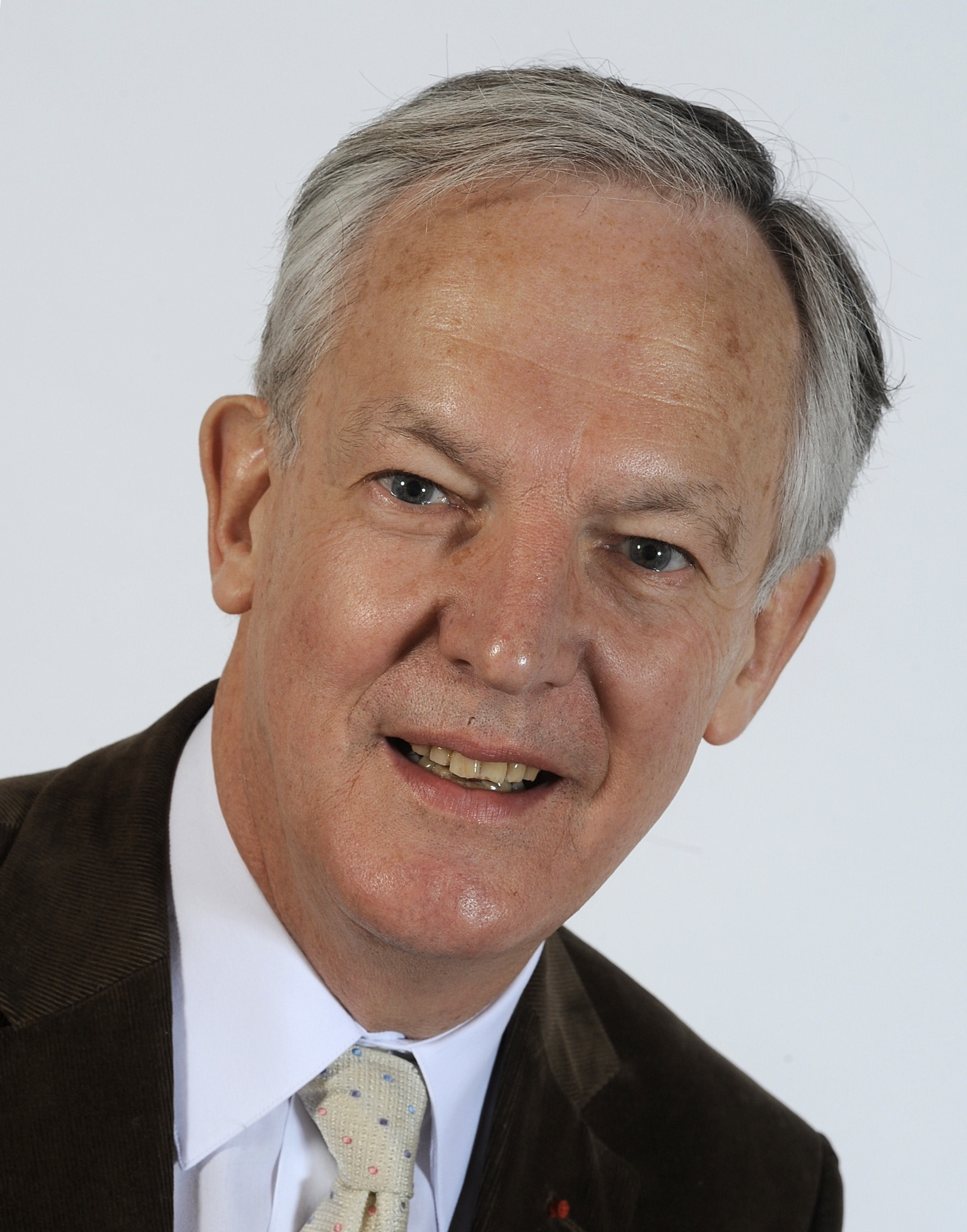
Jacques Vernier

Jacques Vernier (geboren am 3. Juli 1944 in Paris) ist ein französischer Politiker. Er war der Bürgermeister der Stadt Douai im Norden Frankreichs und von 1984 bis 1993 Abgeordneter im Europäischen Parlament. Der Umweltexperte ist derzeit Präsident des Obersten Rates für technologische Risikoprävention, Conseil supérieur de la prévention des risques technologiques (CSPRT).